# بروك ونايت
بروك ونايت (1808 - ) (بالإنجليزية: Brook Knight)‏ هو لاعب كريكت بريطاني.

## وصلات خارجية
- بروك ونايت على موقع إي آس بي آن كريك إنفو (الإنجليزية)